# Неба (река)
Неба — река в России, течёт по территории Удорского района Республики Коми. Правый приток реки Пысса.
Длина реки составляет 14 км.
Образуется слиянием рек Луннеба и Ойнеба.
Близ устья реки, на противоположном берегу Пыссы, расположено урочище Нёбдино — бывший населённый пункт.

## Данные водного реестра
По данным государственного водного реестра России относится к Двинско-Печорскому бассейновому округу, водохозяйственный участок реки — Мезень от истока до водомерного поста у деревни Малонисогорская. Речной бассейн реки — Мезень.
Код объекта в государственном водном реестре — 03030000112103000044442.